# Megaselia daemon
Megaselia daemon är en tvåvingeart som beskrevs av Bridarolli 1951. Megaselia daemon ingår i släktet Megaselia och familjen puckelflugor. Inga underarter finns listade i Catalogue of Life.